# Грбови рејона Хабаровске Покрајине

Грбови рејона Хабаровске Покрајине обухвата галерију грбова административних јединица руске покрајине — Хабаровске, са статусом градских округа и рејона, те њихове историјске грбове (уколико их има).
Већина грбова настала је након успостављања Руске Федерације и Хабаровске Покрајине, као њеног саставног субјекта.

## Грбови округа и рејона
- 1 — Грб рејона 
 Амурски
- 2 — Грб рејона 
 Ајано-Мајски
- 3 — Грб рејона 
 Бикиншки
- 4 — Грб рејона 
 Ванински
- 5 — Грб рејона 
 Верњебурејнски
- 6 — Грб рејона 
 Вјаземски
- 7 — Грб рејона 
 Комсомољски
- 8 — Грб рејона 
 Лазо
- 9 — Грб рејона 
 Нанајски
- 10 — Грб рејона 
 Николајевски
- 11 — Грб рејона 
 Охотски
- 12 — Грб рејона 
 Пољини Осипјенко
- 13 — Грб рејона 
 Совјетско-Гавански
- 14 — Грб рејона 
 Солњечни
- 15 — Грб рејона 
 Тугуро-Чумикански
- 16 — Грб рејона 
 Уљчски
- 17 — Грб рејона 
 Хабаровски